# Calcio Foggia 1920 2020-2021
Questa voce raccoglie le informazioni riguardanti il Calcio Foggia 1920 nelle competizioni ufficiali della stagione 2020-2021.

## Stagione
La stagione 2020-2021 è per il Foggia la 42ª partecipazione nella terza serie del Campionato italiano di calcio. Allenati da Marco Marchionni i satanelli raccolgono 51 punti con il settimo posto finale. Partecipano ai Play-off. Nel primo turno dei quali espugnano Catania (1-3), mentre nel secondo turno perdono (3-1) a Bari. Il campano Alessio Curcio con 13 reti è il miglior marcatore rossonero di stagione. Il Trapani è stato estromesso dal campionato alla seconda giornata, ogni squadra osserva un turno di riposo, quando da calendario, doveva affrontare i siciliani. Per questa stagione non viene disputata la Coppa Italia di Serie C.

## Divise e sponsor
Il fornitore tecnico per la stagione 2020-2021 è Macron. La prima divisa declina la classica palatura rossonera in strisce dai bordi frastagliati, la seconda è bianca con spalle rosse e maniche parzialmente rosse con fascette nere, la terza è verde fluorescente con finiture argentee; caratteristica comune delle divise "di cortesia" è la serigrafia rossonera del tridente dei Satanelli sulla parte bassa del torso.
Gli sponsor di maglia sono i seguenti:
- BCC San Giovanni Rotondo, il cui marchio appare al centro delle divise.
- RM Services, sulla parte destra del petto.
- GrandApulia, sul retro sotto il numero di maglia.

| 1ª divisa | 2ª divisa | 3ª divisa |

## Rosa
| N. |                    | Ruolo | Calciatore               |
| -- | ------------------ | ----- | ------------------------ |
| 1  | Italia (bandiera)  | P     | Ermanno Fumagalli        |
| 2  | Italia (bandiera)  | D     | Gioacchino Galeotafiore  |
| 3  | Italia (bandiera)  | C     | Gaetano Vitale           |
| 4  | Italia (bandiera)  | D     | Fabio Gavazzi            |
| 5  | Italia (bandiera)  | D     | Christian Anelli         |
| 6  | Italia (bandiera)  | C     | Manlio Di Masi           |
| 7  | Senegal (bandiera) | C     | Mbaba Ndiaye             |
| 8  | Italia (bandiera)  | C     | Federico Gentile         |
| 9  | Italia (bandiera)  | A     | Simone Dell'Agnello      |
| 10 | Italia (bandiera)  | C     | Alessio Curcio           |
| 11 | Italia (bandiera)  | A     | Filippo D'Andrea         |
| 12 | Italia (bandiera)  | P     | Davide Di Stasio         |
| 13 | Italia (bandiera)  | D     | Gabriele Germinio        |
| 14 | Italia (bandiera)  | C     | Silvano Raggio Garibaldi |
| 15 | Italia (bandiera)  | A     | Carmine Iannone          |
| 15 | Italia (bandiera)  | C     | Carte Said               |
| 16 | Italia (bandiera)  | D     | Giuseppe Agostinone      |
| 17 | Italia (bandiera)  | C     | Stefano Salvi            |
| 18 | Italia (bandiera)  | A     | Alessandro Tascini       |
| 18 | Italia (bandiera)  | D     | Lorenzo Del Prete        |
| 19 | Italia (bandiera)  | D     | Sedrick Kalombo          |

| N. |                   | Ruolo | Calciatore           |
| -- | ----------------- | ----- | -------------------- |
| 20 | Italia (bandiera) | A     | Patrick Moreschini   |
| 21 | Italia (bandiera) | C     | Vincenzo Garofalo    |
| 22 | Italia (bandiera) | P     | Andrea Mascolo       |
| 23 | Italia (bandiera) | D     | Roberto Di Jenno     |
| 24 | Italia (bandiera) | A     | Emiliano Dema        |
| 25 | Italia (bandiera) | C     | Biagio Morrone       |
| 26 | Italia (bandiera) | D     | Matteo Lucarelli     |
| 26 | Italia (bandiera) | C     | Matteo Iurato        |
| 27 | Italia (bandiera) | C     | Riccardo Aramini     |
| 28 | Italia (bandiera) | D     | Savino Pompa         |
| 29 | Belgio (bandiera) | A     | Jens Naessens        |
| 29 | Italia (bandiera) | D     | Valerio Cardamone    |
| 30 | Italia (bandiera) | A     | Rilind Nivokazi      |
| 31 | Italia (bandiera) | D     | Alessandro Tomassini |
| 32 | Spagna (bandiera) | A     | Ibourahima Balde     |
| 33 | Italia (bandiera) | C     | Michele Rocca        |
| 35 | Italia (bandiera) | A     | Gianmarco Regoli     |
| 35 | Italia (bandiera) | D     | Nicola Turi          |
| 36 | Italia (bandiera) | P     | Leonardo Vitali      |
| 36 | Italia (bandiera) | P     | Lorenzo Jorio        |

## Calciomercato

### Sessione estiva(dal 01/09 al 12/10)
| Acquisti | Acquisti                 | Acquisti    | Acquisti      |
| R.       | Nome                     | da          | Modalità      |
| -------- | ------------------------ | ----------- | ------------- |
| D        | Giuseppe Agostinone      |             | svincolato    |
| D        | Gioacchino Galeotafiore  | Salernitana | prestito      |
| D        | Fabio Gavazzi            | AlbinoLeffe | svincolato    |
| D        | Gabriele Germinio        | Rende       | svincolato    |
| D        | Sedrick Kalombo          | Salernitana | prestito      |
| D        | Matteo Lucarelli         | Parma       | prestito      |
| D        | Alessandro Tomassini     |             | svincolato    |
| C        | Riccardo Aramini         | Arezzo      | svincolato    |
| C        | Vincenzo Garofalo        | Avellino    | svincolato    |
| C        | Biagio Morrone           | Lazio       | prestito      |
| C        | Silvano Raggio Garibaldi | Como        | svincolato    |
| C        | Michele Rocca            |             | svincolato    |
| C        | Gaetano Vitale           | Salernitana | prestito      |
| A        | Sofiane Ahmed-Kadi       | Muravera    | fine prestito |
| A        | Ibourahima Balde         | Sampdoria   | prestito      |
| A        | Filippo D'Andrea         | Salernitana | prestito      |
| A        | Simone Dell'Agnello      |             | svincolato    |
| A        | Carmine Iannone          | Salernitana | prestito      |
| A        | Jens Naessens            |             | svincolato    |
| A        | Gianmarco Regoli         | Livorno     | svincolato    |
| A        | Christian Spadoni        |             | svincolato    |
| A        | Alessandro Tascini       | Pro Sesto   | svincolato    |

| Cessioni | Cessioni             | Cessioni         | Cessioni      |
| R.       | Nome                 | a                | Modalità      |
| -------- | -------------------- | ---------------- | ------------- |
| P        | Rosario Rizzitano    | Castrovillari    | svincolato    |
| D        | Simone Buono         | Legnano          | svincolato    |
| D        | Alessio Cadili       | Olbia            | svincolato    |
| D        | Fabrizio Carboni     | Gozzano          | svincolato    |
| D        | Ciro Cipolletta      | Arezzo           | svincolato    |
| D        | Filippo Gemmi        |                  | svincolato    |
| D        | Alessio Pertosa      | Audace Cerignola | svincolato    |
| D        | Emmanuel Salines     | Cosenza          | fine prestito |
| D        | Domenico Strumbo     |                  | svincolato    |
| D        | Francesco Viscomi    | Città di Varese  | svincolato    |
| C        | Gianmarco Alba       | Benevento        | fine prestito |
| C        | Francesco Campagna   | Cesena           | fine prestito |
| C        | Andrea Cittadino     | Bisceglie        | svincolato    |
| C        | Matteo Gerbaudo      | Mantova          | svincolato    |
| C        | Chrīstos Kourfalidīs | Cagliari         | fine prestito |
| C        | Giuseppe Staiano     | Bari             | fine prestito |
| A        | Sofiane Ahmed-Kadi   | Muravera         | svincolato    |
| A        | Diego Allegretti     | Gozzano          | svincolato    |
| A        | Badr El-Ouazni       | Casarano         | svincolato    |
| A        | Gabriele Gibilterra  | Siena            | svincolato    |
| A        | Francesco Russo      |                  | svincolato    |
| A        | Loris Tortori        |                  | svincolato    |

### Operazioni tra le due sessioni
| Acquisti | Acquisti          | Acquisti | Acquisti   |
| R.       | Nome              | da       | Modalità   |
| -------- | ----------------- | -------- | ---------- |
| D        | Lorenzo Del Prete |          | svincolato |

| Cessioni | Cessioni           | Cessioni | Cessioni   |
| R.       | Nome               | a        | Modalità   |
| -------- | ------------------ | -------- | ---------- |
| A        | Jens Naessens      |          | svincolato |
| A        | Alessandro Tascini |          | svincolato |

### Sessione invernale(dal 04/01 al 01/02)
| Acquisti | Acquisti          | Acquisti  | Acquisti      |
| R.       | Nome              | da        | Modalità      |
| -------- | ----------------- | --------- | ------------- |
| P        | Lorenzo Jorio     | Lanusei   | definitivo    |
| D        | Simone Buono      | Legnano   | fine prestito |
| D        | Valerio Cardamone |           | svincolato    |
| D        | Nicola Turi       |           | svincolato    |
| C        | Matteo Iurato     | Cerveteri | svincolato    |
| C        | Carte Said        | Fano      | definitivo    |
| A        | Rilind Nivokazi   | Atalanta  | definitivo    |

| Cessioni | Cessioni          | Cessioni         | Cessioni      |
| R.       | Nome              | a                | Modalità      |
| -------- | ----------------- | ---------------- | ------------- |
| P        | Leonardo Vitali   | Matelica         | definitivo    |
| D        | Simone Buono      | Folgore Caratese | prestito      |
| D        | Matteo Lucarelli  | Parma            | fine prestito |
| C        | Federico Gentile  | Fano             | definitivo    |
| C        | Mbaba Ndiaye      |                  | svincolato    |
| A        | Carmine Iannone   | Salernitana      | fine prestito |
| A        | Jens Naessens     |                  | svincolato    |
| A        | Gianmarco Regoli  | Pontedera        | definitivo    |
| A        | Christian Spadoni | Monopoli         | definitivo    |

## Risultati

### Serie C

#### Girone di andata
| Arbitro: | Nicolini (Brescia) |

|               |           |                                              |
| A. Curcio 10’ | Marcatori | 13’ (rig.), 90+6’ (rig.) Cittadino 73’ Rocco |

| Arbitro: | Ricci (Firenze) |

|  |           |                             |
|  | Marcatori | 10’ (rig.) Rocca 55’ Vitale |

| Arbitro: | Garofalo (Torre del Greco) |

|                        |           |  |
| Cappa 48’ Pinzauti 84’ | Marcatori |  |

| Arbitro: | Di Cairano (Ariano Irpino) |

|                               |           |  |
| Germinio 44’ Dell'Agnello 73’ | Marcatori |  |

| Arbitro: | G. Miele (Nola) |

|                        |           |                      |
| Evacuo 18’ Carlini 73’ | Marcatori | 34’ (rig.) A. Curcio |

| Arbitro: | Bitonti (Bologna) |

|            |           |                                     |
| Vitale 86’ | Marcatori | 35’ D'Angelo 63’ (rig.) Santaniello |

| Arbitro: | Colombo (Como) |

|                                   |           |  |
| Partipilo 21’ Falletti 69’ (rig.) | Marcatori |  |

| Arbitro: | Marcenaro (Genova) |

|                      |           |  |
| A. Curcio 43’ (rig.) | Marcatori |  |

| Arbitro: | Emmanuele (Pisa) |

|             |           |             |
| Laaribi 24’ | Marcatori | 8’ D'Andrea |

| Arbitro: | Virgilio (Trapani) |

|                           |           |                        |
| A. Curcio 45’, 68’ (rig.) | Marcatori | 18’ Longo 53’ Pandolfi |

| Arbitro: | Ubaldi (Roma) |

|  |           |                      |
|  | Marcatori | 55’ (rig.) A. Curcio |

| Arbitro: | Luciani (Roma) |

|           |           |               |
| Rocca 52’ | Marcatori | 82’ Castorani |

| Arbitro: | Frascaro (Firenze) |

|  |           |                  |
|  | Marcatori | 65’ (rig.) Rocca |

| Arbitro: | Angelucci (Foligno) |

|                        |           |  |
| D'Andrea 17’ Rocca 36’ | Marcatori |  |

| Arbitro: | Carrione (Castellammare di Stabia) |

|                                  |           |                                       |
| Mercadante 15’ (rig.) Samele 30’ | Marcatori | 5’, 43’ (rig.) A. Curcio 87’ Garofalo |

| 20 dicembre 2020 16ª giornata |  | – Turno di riposo Foggia |  |  |

| Arbitro: | Scatena (Avezzano) |

|               |           |                                          |
| Schiavino 43’ | Marcatori | 4’, 27’ D'Andrea 51’ A. Curcio 71’ Rocca |

| Arbitro: | Colombo (Como) |

|                  |           |                       |
| Dell'Agnello 87’ | Marcatori | 62’ (rig.) Berardocco |

| Arbitro: | Gualtieri (Asti) |

|                            |           |                    |
| Dall'Oglio 14’ Piccolo 51’ | Marcatori | 45+1’ Dell'Agnello |

#### Girone di ritorno
| Bisceglie 24 gennaio 2021, ore 17:30 CET 20ª giornata | Bisceglie     | 0 – 0 referto | Foggia | Stadio Gustavo Ventura (0 spett.)\| Arbitro: \| Maggio (Lodi) \| |
| Arbitro:                                              | Maggio (Lodi) |               |        |                                                                  |

| Arbitro: | Fontani (Siena) |

|              |           |  |
| D'Andrea 15’ | Marcatori |  |

| Foggia 2 febbraio 2021, ore 17:30 CET 22ª giornata | Foggia          | 0 – 0 referto | Teramo | Stadio Pino Zaccheria (0 spett.)\| Arbitro: \| Di Graci (Como) \| |
| Arbitro:                                           | Di Graci (Como) |               |        |                                                                   |

| Arbitro: | Perenzoni (Rovereto) |

|  |           |              |
|  | Marcatori | 8’ Del Prete |

| Arbitro: | Moriconi (Roma) |

|  |           |                                   |
|  | Marcatori | 74’ Di Massimo 82’ (rig.) Carlini |

| Arbitro: | D'Ascanio (Ancona) |

|                                             |           |  |
| Fella 11’, 48’ Maniero 18’ De Francesco 74’ | Marcatori |  |

| Arbitro: | Rutella (Enna) |

|  |           |                            |
|  | Marcatori | 26’ Raičević 63’ Partipilo |

| Arbitro: | Feliciani (Teramo) |

|            |           |  |
| Cianci 60’ | Marcatori |  |

| Foggia 3 marzo 2021, ore 15:00 CET 28ª giornata | Foggia            | 0 – 0 referto | Vibonese | Stadio Pino Zaccheria (0 spett.)\| Arbitro: \| Turrini (Firenze) \| |
| Arbitro:                                        | Turrini (Firenze) |               |          |                                                                     |

| Arbitro: | Caldara (Como) |

|            |           |                                           |
| Loreto 28’ | Marcatori | 23’, 89’ A. Curcio 81’ (aut.) J. Ferretti |

| Arbitro: | Cavaliere (Paola) |

|           |           |  |
| Baldé 20’ | Marcatori |  |

| Arbitro: | Delrio (Reggio Emilia) |

|  |           |                |
|  | Marcatori | 84’ F. Gavazzi |

| Arbitro: | Arena (Torre del Greco) |

|                  |           |                 |
| Rocca 41’ (rig.) | Marcatori | 48’ Baschirotto |

| Arbitro: | F. Longo (Paola) |

|             |           |  |
| Valente 82’ | Marcatori |  |

| Arbitro: | De Tommaso (Rieti) |

|               |           |  |
| A. Curcio 84’ | Marcatori |  |

| 11 aprile 2021 35ª giornata |  | – (turno di riposo) |  |  |

| Arbitro: | Frascaro (Firenze) |

|  |           |               |
|  | Marcatori | 81’ Mendicino |

| Arbitro: | Giaccaglia (Jesi) |

|                               |           |  |
| Borrelli 14’ Marotta 53’, 65’ | Marcatori |  |

| Arbitro: | Arace (Lugo di Romagna) |

|                            |           |                |
| A. Curcio 15’ D'Andrea 20’ | Marcatori | 34’, 77’ Golfo |

#### Play-off
| Arbitro: | Maranesi (Ciampino) |

|               |           |                              |
| Maldonado 69’ | Marcatori | 34’, 72’ Baldé 63’ A. Curcio |

| Arbitro: | Zufferli (Udine) |

|                            |           |              |
| Marras 25’ D'Ursi 39’, 56’ | Marcatori | 53’ Di Jenno |

## Statistiche

### Statistiche di squadra
| Competizione | Punti | In casa | In casa | In casa | In casa | In casa | In casa | In trasferta | In trasferta | In trasferta | In trasferta | In trasferta | In trasferta | Totale | Totale | Totale | Totale | Totale | Totale | D.R. |
| Competizione | Punti | G       | V       | N       | P       | Gf      | Gs      | G            | V            | N            | P            | Gf           | Gs           | G      | V      | N      | P      | Gf     | Gs     | D.R. |
| ------------ | ----- | ------- | ------- | ------- | ------- | ------- | ------- | ------------ | ------------ | ------------ | ------------ | ------------ | ------------ | ------ | ------ | ------ | ------ | ------ | ------ | ---- |
| Serie C      | 51    | 18      | 6       | 7       | 5       | 17      | 17      | 18           | 8            | 2            | 8            | 19           | 22           | 36     | 14     | 9      | 13     | 36     | 39     | -3   |

### Andamento in campionato
| Giornata  | 1  | 2 | 3 | 4  | 5  | 6  | 7  | 8  | 9 | 10 | 11 | 12 | 13 | 14 | 15 | 16 | 17 | 18 | 19 | 20 | 21 | 22 | 23 | 24 | 25 | 26 | 27 | 28 | 29 | 30 | 31 | 32 | 33 | 34 | 35 | 36 | 37 | 38 |
| --------- | -- | - | - | -- | -- | -- | -- | -- | - | -- | -- | -- | -- | -- | -- | -- | -- | -- | -- | -- | -- | -- | -- | -- | -- | -- | -- | -- | -- | -- | -- | -- | -- | -- | -- | -- | -- | -- |
| Luogo     | C  | T | T | C  | T  | C  | T  | C  | T | C  | T  | C  | T  | C  | T  | –  | T  | C  | T  | T  | C  | C  | T  | C  | T  | C  | T  | C  | T  | C  | T  | C  | T  | C  | –  | C  | T  | C  |
| Risultato | P  | V | P | V  | P  | P  | P  | V  | N | N  | V  | N  | V  | V  | V  | –  | V  | N  | P  | N  | V  | N  | V  | P  | P  | P  | P  | N  | V  | V  | V  | N  | P  | V  | –  | P  | P  | N  |
| Posizione | 11 | 8 | 8 | 10 | 14 | 15 | 18 | 13 | 8 | 8  | 8  | 8  | 9  | 6  | 6  | 7  | 5  | 5  | 6  | 7  | 6  | 6  | 5  | 6  | 6  | 6  | 8  | 8  | 7  | 7  | 5  | 5  | 7  | 7  | 7  | 7  | 7  | 9  |

Legenda:

Luogo: C = Casa; T = Trasferta. Risultato: V = Vittoria; N = Pareggio; P = Sconfitta.